# Stoppenbach
Die Ortschaft Stoppenbach mit etwa 65 Einwohnern ist ein Ortsteil der Gemeinde Lindlar, Oberbergischen Kreis im Regierungsbezirk Köln in Nordrhein-Westfalen (Deutschland).

## Lage und Beschreibung
Stoppenbach liegt nördlich von Lindlar zwischen Heibach und Untersteinbach.

## Geschichte
Der Hof wurde 1318 das erste Mal urkundlich als stuppenbech erwähnt. Der Ortsname leitet sich von "stupp", dem Baumstumpf ab.
Bereits im Jahre 1587 wird eine Hütte in Stoppenbach erwähnt. Es wurde also Eisenerz abgebaut.
In dem Ort stand vormals ein Wegekreuz zur Erinnerung an das Unglück der dort eingestürzten Eisenerzgrube. 1848 wurde an diese Stelle eine Kapelle zu Ehren der heiligen Odilia gebaut und diese wiederum 1937 durch das Heiligenhäuschen "auf dem Kuhzell" ersetzt.
Die Gemeinde- und Gutbezirksstatistik der Rheinprovinz führt Stoppenbach 1871 mit einem Wohnhaus und zehn Einwohnern auf.
Nach 1945 entstand am Hof eine Wohnsiedlung.

## Sehenswürdigkeiten
- Fachwerkhaus, erbaut um 1800
- Heiligenhäuschen "auf dem Kuhzell"
- Naturschutzgebiet Oberkotten

## Busverbindungen
Nächste Haltestelle Heibach:
- 332 Wipperfürth – Lindlar – Remshagen – Engelskirchen Bf. (OVAG)
- 335 Frielingsdorf – Hartegasse / Fenke – Lindlar – Linde – Biesfeld – Dürscheid – Herkenrath – Sand – Bergisch Gladbach (S) (OVAG)

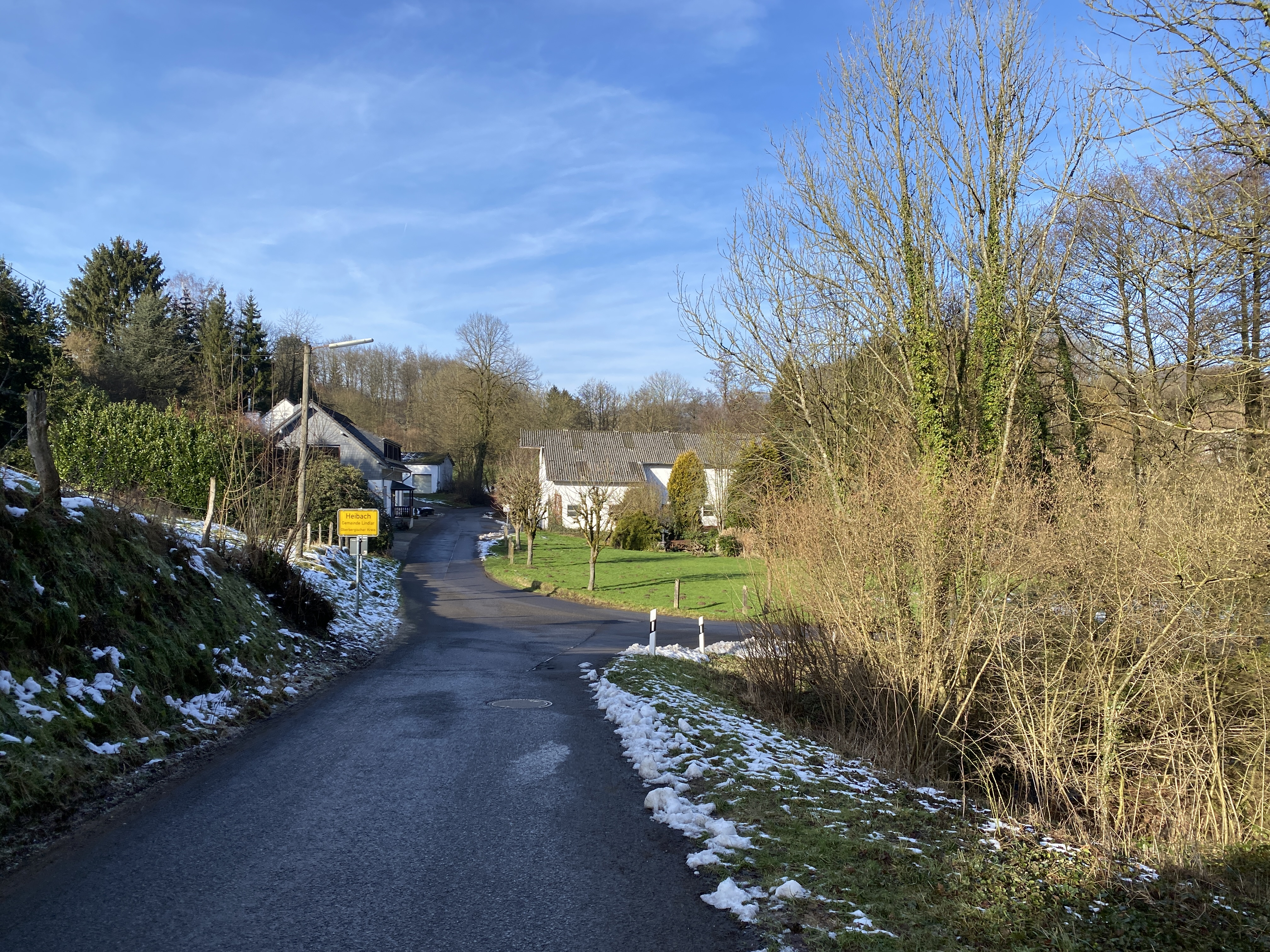
Ortsausgang Stoppenbach/Ortseingang Heibach
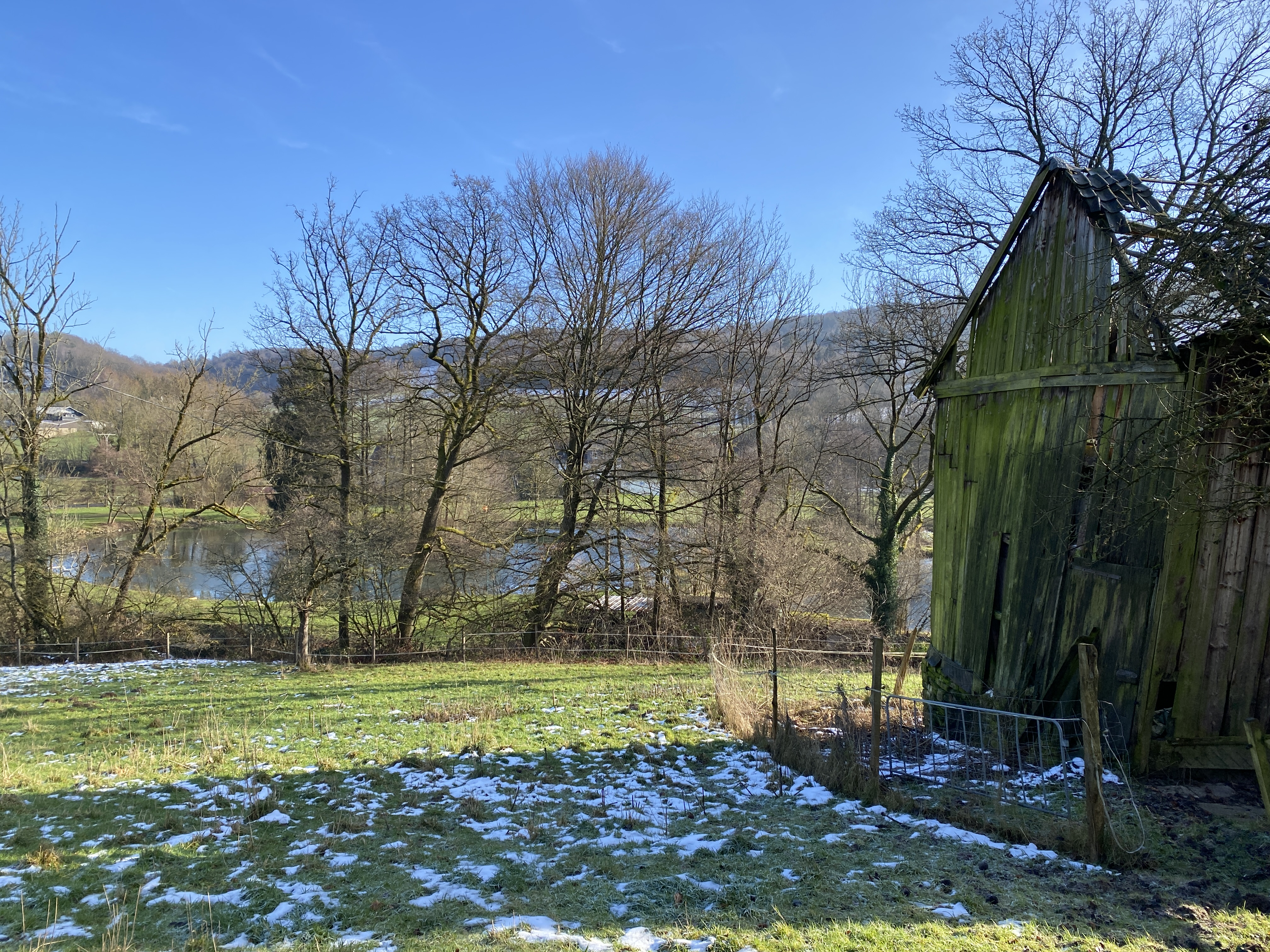
Große Teichanlage in der Aue der Lindlarer Sülz
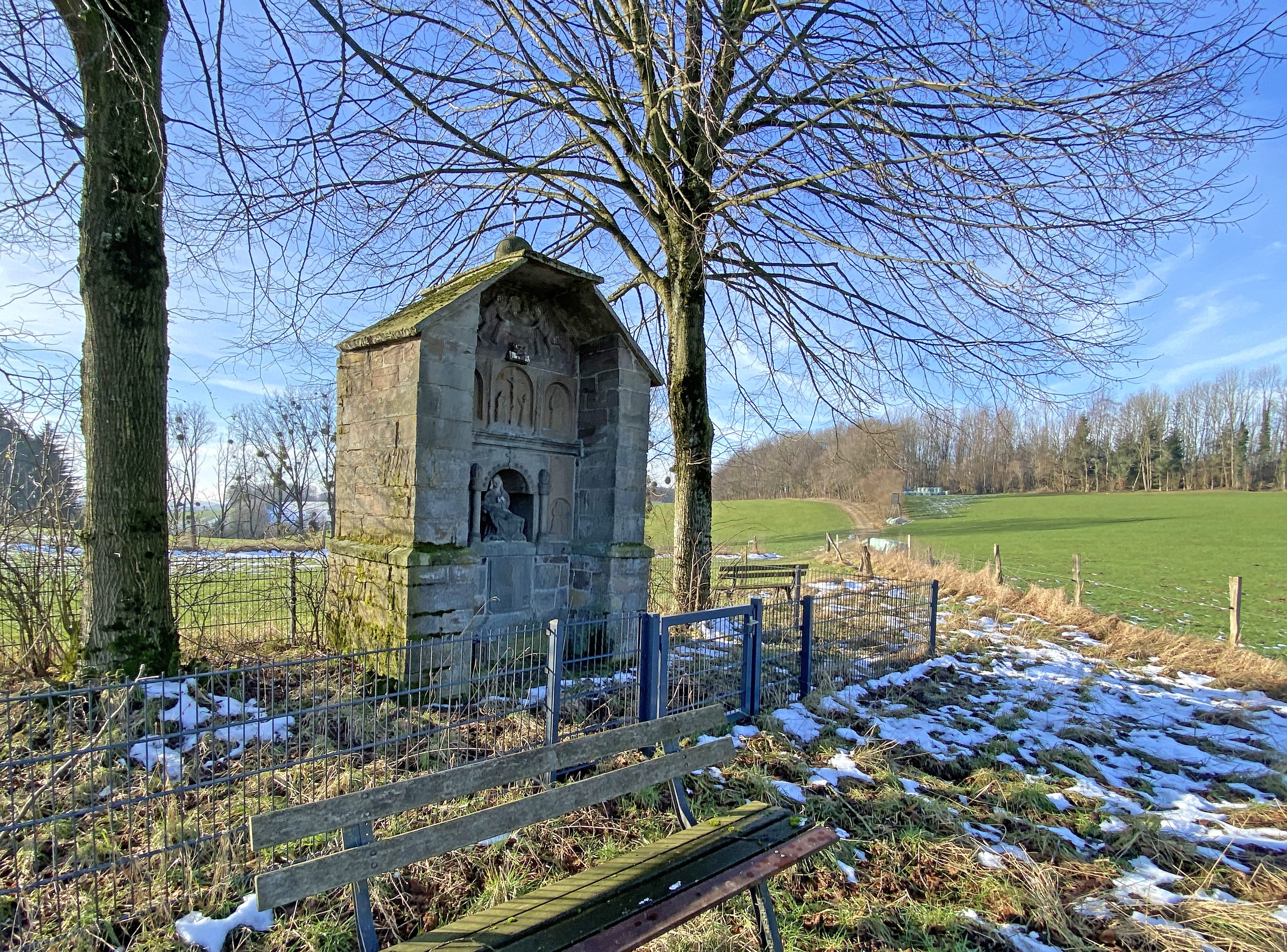
Heiligenhäuschen Oberkotten - Auf dem Kuhzell
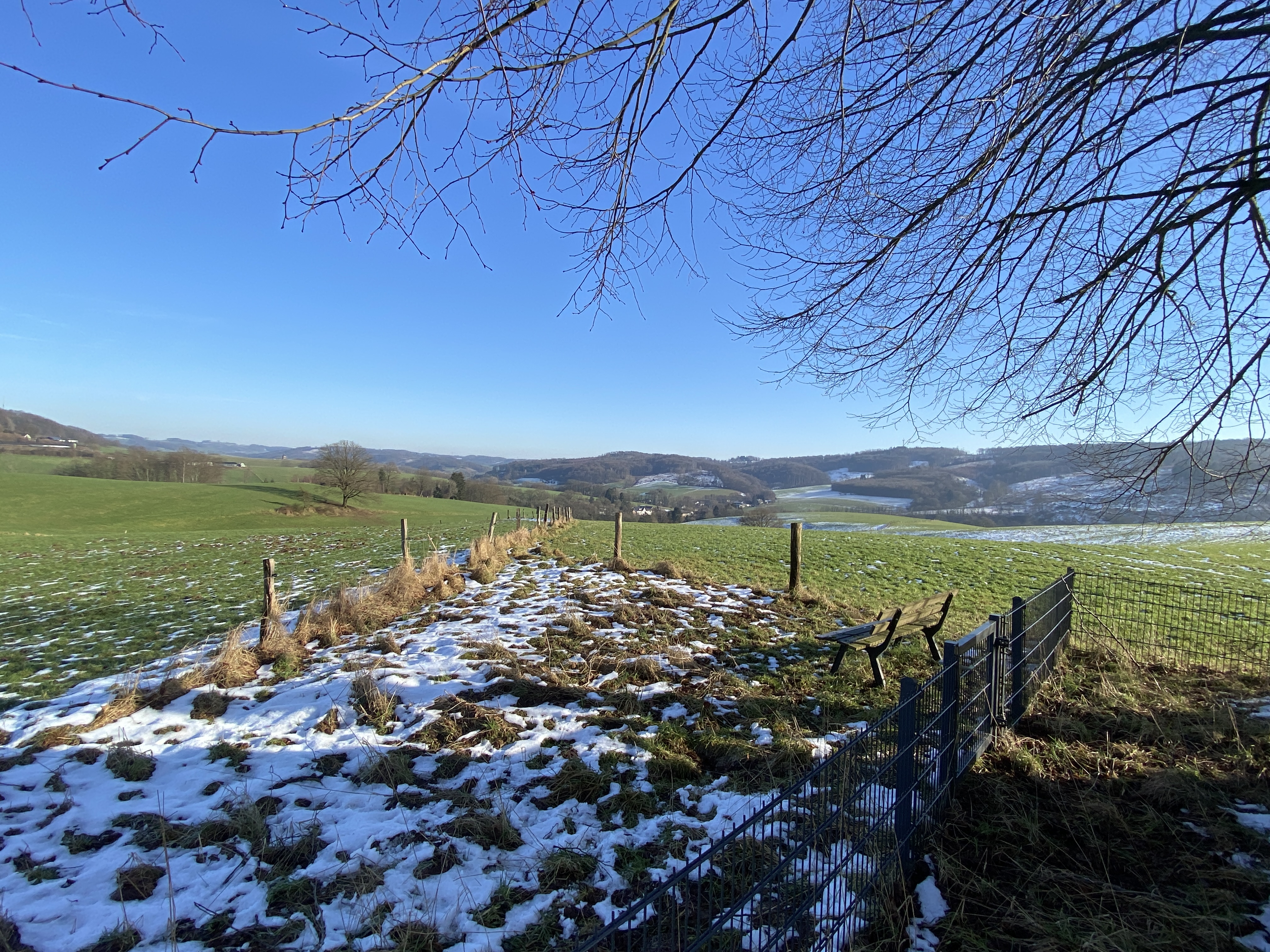
Panorama am Heiligenhäuschen